# BBIBBI
〈BBIBBI〉是韓國創作歌手IU在2018年10月10日發行出道10週年紀念數位單曲。經紀公司表示原本今年並沒有訂定正式發行新曲的計畫，然而因為適逢出道10週年，所以決定驚喜發行數位單曲。

## 簡介
〈BBIBBI〉是IU繼《花书签2》專輯之後時隔一年發表的數位單曲，也是IU首次挑戰另類節奏布魯斯（Alternative R&B）曲風，由IU親自作詞，歌詞中蘊含了對在人際關係中無禮越線者的警告信息。
〈BBIBBI〉於10月10日公開音源後，立刻橫掃各大韓國音源榜的一位，隨後在短時間內完成Perfect All-kill，此曲為IU第十二首達成Perfect All-Kill 的歌曲，並於24小時內以142萬次的播放次數，打破Melon單日的用戶收聽記錄。

## 迴響
2019年10月16日，IU在自己的社交網站上傳了多張拍攝〈BBIBBI〉MV時的現場照片，並附文「祝賀〈BBIBBI〉MV點擊量破億」的字樣，而當天〈BBIBBI〉的MV觀看次數超過了1億零6萬次，是繼歌曲〈Palette〉MV破億後第二次刷新紀錄。截至2025年5月27日，〈BBIBBI〉的MV觀看次數超過了2.7億次。

## 曲目
| 音源下載 | 音源下載       | 音源下載 | 音源下載 | 音源下載 |
| 曲序     | 曲目           |          | 作曲     | 时长     |
| -------- | -------------- | -------- | -------- | -------- |
| 1.       | BBIBBI（삐삐） | IU       | 이종훈   | 3:14     |
| 总时长： | 总时长：       | 总时长： | 总时长： | 3:14     |